# 罗林斯·A·爱默生
罗林斯·A·爱默生（英語：Rollins Adams Emerson，1873年5月5日—1947年12月8日）是一位美国植物遗传学家，重新发现了孟德爾的遗传定律，1933年任美国遗传学学会会长。